# درون (فیلم ۲۰۲۳)
درون (به انگلیسی: Inside) یک فیلم دلهره‌آور روان‌شناختی محصول ۲۰۲۳ به کارگردانی واسیلیس کاتسوپیس (در نخستین کارگردانی فیلم بلند خود) است. در این فیلم ویلم دفو در نقش اصلی ظاهر می‌شود.
درون نخستین بار در هفتاد و سومین جشنواره بین‌المللی فیلم برلین در ۲۰ فوریه ۲۰۲۳ نمایش داده شد و سپس در مارس ۲۰۲۳ در بلژیک، یونان و آلمان منتشر شد.

## طرح داستان
«درون» داستان نِمو را روایت می‌کند، یک دزد آثار هنری که پس از اینکه دزدی او طبق برنامه پیش نمی‌رود، در یک پنت هاوس در نیویورک به دام افتاده‌است. او که با چیزی جز آثار هنری گرانبها در درون قفل شده‌است، باید از تمام حیله‌گری و نوآوری خود برای زنده‌ماندن استفاده کند.

## بازیگران
- ویلم دفو در نقش نِمو[۴]

## آثار هنری
برخی از آثار هنری موجود در پنت هاوس عبارتند از:
- اگون شیله، «Selbstbildnis» (خودنگاره)، ۱۹۱۰
- اگون شیله، «Sitzende in Unterwäsche, Rückenansicht» (نشسته با لباس زیر، نمای عقب)، ۱۹۱۷. این نقاشی در کریستیز در نیویورک در نوامبر ۲۰۰۸ به قیمت ۱٫۵۹۴٫۵۰۰ دلار آمریکا فروخته شد.[۶]
- اگون شیله، «Kauernder» (ترسو)، ۱۹۱۲
- لین چادویک، «Paper Hat» (کلاه کاغذی)، ۱۹۶۸
- ماکسول الکساندر، «Se eu fosse vocês olhava pra mim de novo» (اگر جای شما بودم دوباره به من نگاه می‌کردم) از سری ۲۰۱۸ با عنوان «Pardo is Paper»
- مائوریتزیو کاتلان، «A Perfect Day» (یک روز عالی)، ۱۹۹۹
- دیوید هورویتز، «all the time that will come after this moment» (تمام زمانی که پس از این لحظه خواهد آمد)، ۲۰۱۹

## تولید
تصویربرداری اصلی به‌طور رسمی در ۱ ژوئن ۲۰۲۱ به پایان رسید.

## انتشار
این فیلم در ۲۰ فوریه ۲۰۲۳ در هفتاد و سومین جشنواره بین‌المللی فیلم برلین نمایش داده شد، و سپس در ۱۷ مارس ۲۰۲۳ از طریق فوکس فیچرز در ایالات متحده اکران شد.